# Jhegson Méndez
Artikeln följer den spanska namnseden; faderns efternamn är Méndez och moderns efternamn Carabalí.
Jhegson Sebastián Méndez Carabalí, född 26 april 1997, är en ecuadoriansk fotbollsspelare som spelar för Los Angeles FC i Major League Soccer. Han spelar även för Ecuadors landslag.

## Klubbkarriär
Den 28 december 2018 värvades Méndez av amerikanska Major League Soccer-klubben Orlando City. Den 19 juli 2022 värvades han av Los Angeles FC.

## Landslagskarriär
Méndez debuterade för Ecuadors landslag den 11 september 2018 i en 2–0-vinst över Guatemala. Han har varit en del av Ecuadors trupp vid Copa América 2019 och 2021. I november 2022 blev Méndez uttagen i Ecuadors trupp till VM 2022.